# Paul Zeidler (Schauspieler)
Paul Zeidler (* 18. April 1885 in Bitterfeld; † 26. Juni 1964 in Ost-Berlin) war ein deutscher Schauspieler und Hörspielsprecher.

## Leben
Über das Leben des 1885 in Bitterfeld geborenen Paul Zeidler sind nur lückenhafte Informationen vorhanden. Bekannt sind nur die Engagements nach dem Zweiten Weltkrieg am Theater der Stadt Stendal und für mehrere Jahre am Maxim-Gorki-Theater in Berlin. In mehreren Produktionen der DDR-Filmgesellschaft DEFA und des Deutschen Fernsehfunks stand er vor der Kamera. Als Sprecher wirkte er in vier Hörspielen des Rundfunks der DDR mit.
Paul Zeidler verstarb 1964 im Alter von 79 Jahren in Ost-Berlin.

## Filmografie
- 1955: Robert Mayer – Der Arzt aus Heilbronn
- 1956: Das tapfere Schneiderlein
- 1956: Thomas Müntzer – Ein Film deutscher Geschichte
- 1960: Blaulicht: Die Butterhexe (Fernsehreihe)
- 1962: Oh, diese Jugend (Fernsehfilm)

## Theater
- 1947: Emmerich Kálmán, Leo Stein, Bela Jenbach: Die Csárdásfürstin (Leopold Maria, Fürst von und zu Lippert-Weylersheim) – Regie: Leo Wanaus (Theater der Stadt Stendal)
- 1947: Charles Amberg, Nico Dostal: Clivia (Caudillo, Besitzer einer Estancia) – Regie: Leo Wanaus (Theater der Stadt Stendal)
- 1956: Josef Kajetán Tyl: Das starrsinnige Weib (Kammerdiener) – Regie: Karel Palouš (Maxim-Gorki-Theater Berlin)
- 1957: Maxim Gorki: Nachtasyl – Regie: Maxim Vallentin (Maxim-Gorki-Theater Berlin)
- 1962: Pavel Kohout (nach Jules Verne): Die Reise um die Erde in 80 Tagen – Regie: Horst Schönemann (Maxim-Gorki-Theater Berlin)

## Hörspiele
- 1958: Peter Erka: Autos machen Leute – Regie: Werner Wieland (Hörspiel – Rundfunk der DDR)
- 1959: Edith Mikeleitis: Sein bestes Bild – Regie: Hans Knötzsch (Hörspiel – Rundfunk der DDR)
- 1962: Rolf Schneider: Jupiter-Sinfonie – Regie: Fritz-Ernst Fechner (Hörspiel – Rundfunk der DDR)
- 1962: Miroslav Mraz: Der Blick vom Felsen – Regie: Fritz-Ernst Fechner (Hörspiel – Rundfunk der DDR)